# Bóc vỏ (chiến thuật rút lui)
Bóc vỏ, từ nguyên Anh ngữ là "Center peel" hay đơn giản là "peel", là một loại chiến thuật rút lui trong quân sự. Quân đội Canada mô tả bằng thuật ngữ "Aussie Peelback", trong Quân đội Úc, chiến thuật này được gọi là "The Tunnel of Love".

## Mô tả
Chiến thuật này rút lui theo trình tự từng hàng lính một trong khi một hàng lính vẫn còn bắn để ngăn chặn quân thù, một hàng lính di chuyển về phía sau, sau đó ổn định vị trí và khai hỏa, hàng trước ngừng bắn và bắt đầu di chuyển về phía sau. Cứ thế cho đến khi toàn đơn vị có thể tìm thời điểm thích hợp, di chuyển nhanh rời khỏi khu vực. Việc thay đổi từng hàng một cách có trình tự như thế được gọi là "Peel one" ("bóc một cái").
Vị trí bắn của hàng lính và việc bắn được đặt ở góc chéo, tạo nên nhầm lẫn tâm lý về số lượng binh sĩ, nhằm tác động tinh thần quân đối phương. Việc bắn chéo cũng giảm thiểu khả năng gây thương vong cho đồng đội.